# Григор Грзик
Григо́р Грзи́к, Айриванеци́ (арм. Գրիգոր Գռզիկ Այրիվանեցի), — армянский учёный, переводчик, гимнограф, один из крупнейших реформаторов армянской церковной музыки и хазовой нотации.

## Жизнь и творчество
Грзик был однокашником и близким другом епископа Степаноса Сюнеци, с которым они вместе путешествовали и учились в Византии. Результатом их совместной творческой деятельности стали многочисленные толкования священных писаний, переводы трудов Дионисия Ареопагита, Григория Нисского, Немесия, итд.. Вернувшись в Армению обосновался в монастыре Айриванк, где прославился как гимнограф и певец.
Григор Грзик оставил богатое музыкальное наследие. Ему принадлежат мелодизации 150 псалмов Давида, многие тропари, «утренние» и «вечерные» церковные песни. Из-за возникшего соперничества между Грзиком и Сюнеци, Грзик был обвинен последним в грехе гордыни, якобы из-за "сладкозвучия его музыки". После этого Григор отрекся от служения в обители и провел последние годы жизни в горных пещерах в уединении.